# Xestia thula
Xestia thula is een vlinder uit de familie uilen (Noctuidae). De wetenschappelijke naam is voor het eerst geldig gepubliceerd in 1983 door Lafontaine & Kononenko.
De soort komt voor in Europa.